# Breutelia pendula
Breutelia pendula là một loài rêu trong họ Bartramiaceae. Loài này được Sm. Mitt. mô tả khoa học đầu tiên năm 1859.